# Organisation des pionniers Ernst Thälmann
L’Organisation des pionniers Ernst Thälmann (en allemand Pionierorganisation Ernst Thälmann) est le mouvement de jeunesse des pionniers communistes de 6-14 ans en République démocratique allemande. Fondée le 13 décembre 1948, elle est dissoute en août 1990. Le mouvement portait le nom d'Ernst Thälmann, ancien président du Parti communiste d'Allemagne.

## Présidents
- Margot Honecker : 1949-1955
- Heinz Plöger : 1955-1957
- Robert Lehmann : 1957-1964
- Werner Engst : 1964-1971
- Egon Krenz : 1971-1974
- Helga Labs : 1974-1985
- Wilfried Poßner : 1985-1989
- Birgit Gappa : 1989

## Autres membres
- Eva Rohmann